# Těchařovice
Těchařovice (en allemand : Tiecharschowitz) est une commune du district de Příbram, dans la région de Bohême-Centrale, en République tchèque. Sa population s'élevait à 50 habitants en 2020.

## Géographie
Těchařovice se trouve à 8,5 km au nord-est de Březnice, à 10,5 km au nord-est de Příbram et à 60 km au sud-ouest de Prague.
La commune est limitée par Vrančice au nord et au nord-est, par Zbenice à l'est et au sud, par Svojšice et Tušovice au sud, et par Tochovice à l'ouest.

## Histoire
La première mention écrite de la localité date de 1356.

## Transports
Par la route, Těchařovice se trouve à 11 km de Březnice, à 13,5 km de Příbram et à 67 km de Prague.